# Dejan Vojnović
Dejan Vojnović, född 23 mars 1975, är en friidrottare från Kroatien. Han deltog vid olympiska sommarspelen 2000 och olympiska vinterspelen 2006.